# Emberiza pallasi
El escribano de Pallas (Emberiza pallasi), también conocido como escribano pigmeo, es una especie de ave paseriforme de la familia Emberizidae. Se reproduce en el norte y sur de Rusia, el norte de Mongolia, el noroeste de China y el noreste de Kazajistán. Es un ave migratoria, inverna en el sudeste de Asia, hasta Corea y Manchuria. Rara vez emigra a Europa Occidental. Su nombre conmemora al zoólogo alemán Peter Simon Pallas.

## Subespecies
Se reconocen cuatro subespecies:
- E. p. lydiae Portenko, 1929
- E. p. minor Middendorff, 1853
- E. p. pallasi (Cabanis, 1851)
- E. p. polaris Middendorff, 1853